# Gante-Wevelgem 1972
La Gante-Wevelgem 1972 fue la 34.ª edición de la carrera ciclista Gante-Wevelgem y se disputó el 12 de abril de 1972 sobre una distancia de 245 km.  
El belga Frans Verbeeck (Watney-Avia) se impuso en la prueba pero fue relegado por los jueces a la quinta posición por irregularidades en el sprint, dando así la victoria a Roger Swerts (Molteni). El italiano Felice Gimondi y el belga Eddy Merckx completaron el podio. 

## Clasificación final
| Posición | Ciclista               | Equipo                 | Tiempo    |
| -------- | ---------------------- | ---------------------- | --------- |
| 1        | Roger Swerts           | Molteni                | 5h 50'00" |
| 2        | Felice Gimondi         | Salvarani              | m.t.      |
| 3        | Eddy Merckx            | Molteni                | m.t.      |
| 4        | Antoine Houbrechts     | Salvarani              | m.t.      |
| 5        | Frans Verbeeck         | Watney-Avia            | m.t.      |
| 6        | Albert Van Vlierberghe | Ferretti               | a 48"     |
| 7        | Walter Planckaert      | Watney-Avia            | m.t.      |
| 8        | Michel Périn           | Gan-Mercier-Hutchinson | a 1'10"   |
| 9        | Wim Schepers           | Rokado                 | m.t.      |
| 10       | Yves Hézard            | Sonolor-Lejeune        | m.t.      |